# Elaterinae
Elaterinae – podrodzina owadów z rzędu chrząszczy, z rodziny sprężykowatych. Obejmuje ona 6 plemion.